# Burnt Offerings
Burnt Offerings és una pel·lícula de terror sobrenatural estatunidenca de 1976 coescrita i dirigida per Dan Curtis i protagonitzada per Karen Black, Oliver Reed i Bette Davis, i Lee H. Montgomery, amb Eileen Heckart, Burgess Meredith i Anthony James en papers més petits. Es basa en la novel·la homònima de Robert Marasco del 1973. La trama segueix una família que comença a dissoldre's interpersonalment sota forces sobrenaturals en una gran finca que han llogat per a l'estiu.
Tot i que la pel·lícula va rebre crítiques diverses de la crítica, va guanyar diversos premis el 1977. Ambientada originàriament a Long Island, Nova York, la pel·lícula trasllada l'acció a Califòrnia i va ser la primera pel·lícula que es va rodar a Dunsmuir House a Oakland, Califòrnia.

## Trama
L'escriptor Ben Rolf, la seva dona Marian i el seu fill de 12 anys, Davey, recorren una gran, cutre i remota mansió neoclàssica del segle xix per llogar per a l'estiu. Els excèntrics propietaris de la casa, els germans grans Arnold i Rosalyn Allardyce, els ofereixen un preu de ganga de 900 dòlars per tot l'estiu, amb una sol·licitud estranya: la seva mare gran, que diuen que té 85 anys però que podria passar per 60, hi continuarà vivint a l'habitació de dalt, i els Rolf han de proporcionar-li els àpats durant la seva estada. La vella està obsessionada amb la privadesa i no interactuarà amb ells, així que els àpats s'han de deixar fora de la seva porta.
La família arriba a la casa a principis d'estiu juntament amb la tieta Elizabeth. La Marian s'obsessiona amb la cura de la llar i, finalment, porta les peces de l'època victoriana que troba a la suite de Mrs. Allardyce, mentre es distanciava de la seva família. D'especial interès per a ella és la sala d'estar de la Sra Allardyce, que conté una col·lecció de retrats emmarcats de persones de diferents èpoques, presumiblement d'antics ocupants de la casa. Els àpats de la Sra Allardyce no es toquen, segons la preocupada Marian. Durant l'estiu es donen diverses circumstàncies inusuals: després que Davey caigui i es fa mal al genoll jugant al jardí, una planta morta comença a créixer de nou; En Ben es talla la mà amb una ampolla de xampany i es repara misteriosament una bombeta morta mentre juga a la piscina; Ben està perseguit per la visió d'un conductor d'automòbil fúnebre i somrient malèvolment a qui Ben va veure per primera vegada al funeral de la seva mare anys abans. Amb cada "accident", la casa es restaura encara més.
La Marian s'està posseint per l'esperit de la casa. Quan la tia Elizabeth de sobte es posa malalta i mor, la Marian no assisteix al funeral. Ben enfadat s'enfronta a Marian sobre la seva obsessió per la casa. Quan ella ho nega, ell revela la seva intenció de marxar l'endemà.
Més tard, Ben veu caure les teules velles i el revestiment, substituïts per de nous a mesura que la casa es rejoveneix. Intenta escapar amb Davey, però un arbre bloqueja la carretera. Quan la Marian els porta de tornada a casa, en Ben l'acusa de formar part del que està passant, després la veu com a xofer i es torna catatònic. L'endemà, mentre en Davey neda i un Ben encara catatònic l'està observant, l'aigua de la piscina es converteix en onades brutes, arrossegant el nen perquè Ben no es pot moure. La Marian rescata el seu fill; l'incident desperta Ben de la seva catatonia. La Marian accepta que és hora de marxar però insisteix a tornar a dins per informar a la Sra. Allardyce. Quan la Marian no torna al cotxe, Ben entra per trobar-la, però no pot. Decideix enfrontar-se a la Sra. Allardyce, a qui no ha vist mai. S'horroritza quan descobreix que la seva dona s'ha convertit ara en la vella de l'àtic. Ben és llançat des d'una finestra de l'àtic i aterra al parabrisa del seu cotxe. En xoc, Davey corre cap a la casa i mor quan una de les xemeneies li cau a sobre.
Amb la casa i els terrenys ara completament rejovenits, els germans Allardyce reapareixen i se'ls escolta meravellats de la bellesa restaurada de la seva llar i alegres pel retorn de la seva "mare". La col·lecció de fotos ara inclou fotos de Ben, Davey i la tia Elizabeth, les últimes víctimes.

## Repartiment
- Karen Black - Marian Rolf
- Oliver Reed - Ben Rolf
- Lee H. Montgomery - Davey Rolf
- Bette Davis - Elizabeth Rolf
- Burgess Meredith - Arnold Allardyce
- Eileen Heckart - Roz Allardyce
- Dub Taylor - Walker
- Anthony James - Conductor del cotxe fúnebre
- Todd Tarquand - Jove Ben

## Producció
En una peça publicada a Variety publicada l'11 de desembre de 1969, es va anunciar que un projecte anomenat Burnt Offerings seria dirigit per Bob Fosse a partir d'un guió de Robert Marasco; Turman Films i Cinema Center Films serien productors i Lawrence Turman productor executiu. Although it never materialized, a novel of the same name by Marasco was published in 1973. L'American Film Institute va raonar inductivament que el llibre podria haver estat escrit basant-se en el guió no produït.
Burnt Offerings va ser dirigida per Dan Curtis, més conegut per obres de terror televisiu com la sèrie de televisió Dark Shadows (1966–1971) i pel·lícules fetes per a televisió com ara The Night Stalker (1972). Sense comptar House of Dark Shadows (1970) i Night of Dark Shadows (1971) —adaptacions cinematogràfiques de la sèrie de televisió estrenadas a les sales de cinema—, va ser l'única versió cinematogràfica original. Quan se li va oferir fer el projecte, va trobar la novel·la poc interessant, sobretot el que va anomenar el final de "res", i va fer broma per a si mateix: "AAposto que un idiota que no sap què està fent vindrà i ho farà."
William F. Nolan va treure el primer terç del llibre on es trobava la família a Nova York, trobant que no funcionava, i el xofer va ser concebut per ell i exclusiu de la pel·lícula.
El rodatge va tenir lloc l'agost de 1975 a la Dunsmuir House situada a Oakland, Califòrnia. Burnt Offerings va ser la primera pel·lícula que es va rodar a la Dunsmuir House. Segons un comentari amb Dan Curtis, William F. Nolan i Karen Black, Curtis revela que la seva raó per a la màquina de boira era disparar "motes".
Sembla que Bette Davis va tenir conflictes amb Karen Black, sentia que Black no li va estendre un grau de respecte adequat i que el seu comportament al plató de la pel·lícula no era professional.

## Recepció crítica
El crític d' Arizona Republic Mike Petryni es va esgarrifar amb la pel·lícula, especialment el xofer somrient, però va sentir que estava arruïnada per l'èmfasi en les emocions constants per sobre de l'horror subtil. També estava confós sobre diversos conceptes, com ara per què en Marian estava tractant amb la sasfata de la Sra. Allardyce. George Anderson del Pittsburgh Post-Gazette va criticar la pel·lícula com a depenent del típic esbossos de terror com els xocs i els èxits de música estrident, també va descriure la tensió com "molt ressò sinistre i bufada amb poc efecte", assenyalant com la major part del temps d'execució es dedica al misteri de quins personatges són els antagonistes o protagonistes.
Mentre considerava Meredith i Heckart els millors intèrprets de la pel·lícula, Richard Dyer de The Boston Globe va argumentar que el material donava poc als actors amb què treballar; va anomenar Black "particularment inconsistent", Reed "sembla una albergínia" i va afirmar que Davis "intenta crear un personatge de Bette Davis sense cap línia de Bette Davis amb què treballar, així que tot el que pot fer és esbufegar i bufar molt".
El crític de cinema Roger Ebert va qualificar la pel·lícula de "un misteri, d'acord", i va concloure que "Burnt Offerings només persisteix fins que se'ns acudeix que els personatges són els únics al cinema que no ho saben què passarà després." Variety va declarar "L'horror s'expressa a través d'impulsos assassins sobtats sentits per Black i Reed, un premissa que podria haver estat interessant si el director Dan Curtis no hagués confiat estrictament en el tractament de la fórmula."

### Premis
| Premi              | Subjecte                    | Nominat          | Resultat  |
| ------------------ | --------------------------- | ---------------- | --------- |
| Premis Saturn      | Millor pel·lícula de terror |                  | Guanyador |
| Premis Saturn      | Millor direcció             | Dan Curtis       | Guanyador |
| Premis Saturn      | Millor actor secundari      | Bette Davis      | Guanyador |
| Festival de Sitges | Millor Director             | Dan Curtis       | Guanyador |
| Festival de Sitges | Millor Actor                | Burgess Meredith | Guanyador |
| Festival de Sitges | Millor actriu               | Karen Black      | Guanyador |

### Revisions retrospectives
Rovi Donald Guarisco de Movie Guide va qualificar la pel·lícula de "digna de redescobriment pels fans del terror que la van perdre la primera vegada", i va concloure: "Al final, Burnt Offerings és probablement una mica massa metòdica en el seu ritme per als espectadors acostumats a L'enfocament slam-bang frl terror posterior als anys 70, però els aficionats de terror experimentats trobaran molt per gaudir..." A més de la construcció lenta, Robert Martin de Starburst va destacar el seu repartiment, especialment la química entre Reed i Montgomery, la combinació "amorosa i assassina" de Black i l'escena "incòmoda" d'un atac de cor de Davis. No obstant això, també va pensar que el producte en general es veia frenat per l'aspecte de la pel·lícula de televisió, especialment per la seva "cinematografia plana" i les imatges que eren més "intel·ligents". que espantoses.

## Anàlisi
Burnt Offerings formava part d'una tendència a pel·lícules de terror de la dècada de 1970 centrades en el sobrenatural, com ara La profecia (1976).), Carrie (1976), Les dues vides d'Audrey Rose (1977) i Terror a Amityville (1979).:124 També va ser una de les moltes pel·lícules de terror de la dècada de 1970 i de principis del 1980, com ara The Texas Chain Saw Massacre (1974) i Poltergeist (1982), que presenten els impactes negatius de la vida de la classe mitjana, com ara el consumisme compulsiu; a la pel·lícula, la família és destruïda per una casa que somiaven, d'aspecte genèric, enmig del no-res, i destinada a l'oci.:4 Al llibre de 1978 An Introduction to American Movies, Steven C. Earley va citar la caigura de Ben a la finestra d'un cotxe com un exemple de l'alta presència de violència a les pel·lícules dels anys setanta:117 Les ressenyes retrospectives van veure la història com una crítica a l'obsessió per posseir propietats i la destrucció de la família nuclear.

## Mitjans domèstics
El 26 d'agost de 2003, MGM Home Entertainment va llançar un DVD de la regió 1 de Burnt Offerings. La forma de vídeo original és en pantalla ampla (16:9) i també inclou un comentari d'àudio amb Dan Curtis, Karen Black i William F. Nolan. El DVD va ser mal rebut. Els crítics van criticar la qualitat del vídeo, que semblava haver estat rodat amb un focus suau i l'àudio Dolby Digital Mono que va fer que les veus fossin fangoses i indistintes.
Un Blu-ray de la pel·lícula va ser llançat el 6 d'octubre de 2015 per Kino Lorber.